# Nomingia
Nomingia war ein theropoder Dinosaurier aus der Gruppe der Oviraptorosauria aus der Oberkreide der Mongolei. Diese Gattung ist von einem Teilskelett bekannt, auf dessen Grundlage die einzige Art Nomingia gobiensis im Jahr 2000 erstbeschrieben wurde. Es handelte sich um ein schätzungsweise 1,8 Meter langes, zweibeinig laufendes Tier mit kurzem Schwanz. Obwohl Schädelknochen nicht bekannt sind, wird davon ausgegangen, dass Nomingia wie andere Oviraptorosaurier einen tiefen, zahnlosen Kiefer hatte, der zu einem Schnabel geformt war. Vermutlich handelte es sich um einen Pflanzen- oder Allesfresser.
Die systematische Position innerhalb der Oviraptorosauria ist nicht gesichert. Merkmale am Darm- und Sitzbein zeigen jedoch, dass die Gattung evtl. innerhalb der Caenagnathidae eingeordnet werden kann.

## Fund und Namensgebung
Der bislang einzige Fund (Holotyp; Katalognummer GIN 100/119) wurde im Jahr 1994 von einer Mongolisch-Japanischen Expedition in Bugin Tsav im mongolischen Aimag Bajanchongor gemacht. Aus derselben Fundstelle stammen auch die Überreste des Oviraptoriden Ajancingenia.  Stratigraphisch stammen die Fossilien aus Sedimentgesteinen der Bugin Tsav Beds, welche zur Nemegt-Formation gehören und ungefähr 71 bis 69 Millionen Jahre alt sind (frühes Maastrichtium). Die Wirbelsäule des Teilskeletts ist von den letzten beiden Halswirbeln bis zum Schwanzende vollständig im anatomischen Verbund erhalten geblieben, somit sind 13 Präsakralwirbel (Rückenwirbel und 1 bis 3 Halswirbel), 5 Kreuzbeinwirbel (Sakralwirbel) und 24 Schwanzwirbel inklusive der meisten Chevron-Knochen bekannt. Des Weiteren besteht das Skelett aus 10 fragmentarischen Rippen, einigen Gastralia, der kompletten Beckenregion, dem linken Oberschenkelknochen sowie den Schien- und Wadenbeinen beider Beine. Der Name Nomingia leitet sich von Nomingiin Gobi ab, einem Teil der Wüste Gobi nahe dem Fundort. Das Artepitheth gobiensis leitet sich von der Wüste Gobi selbst ab.

## Merkmale

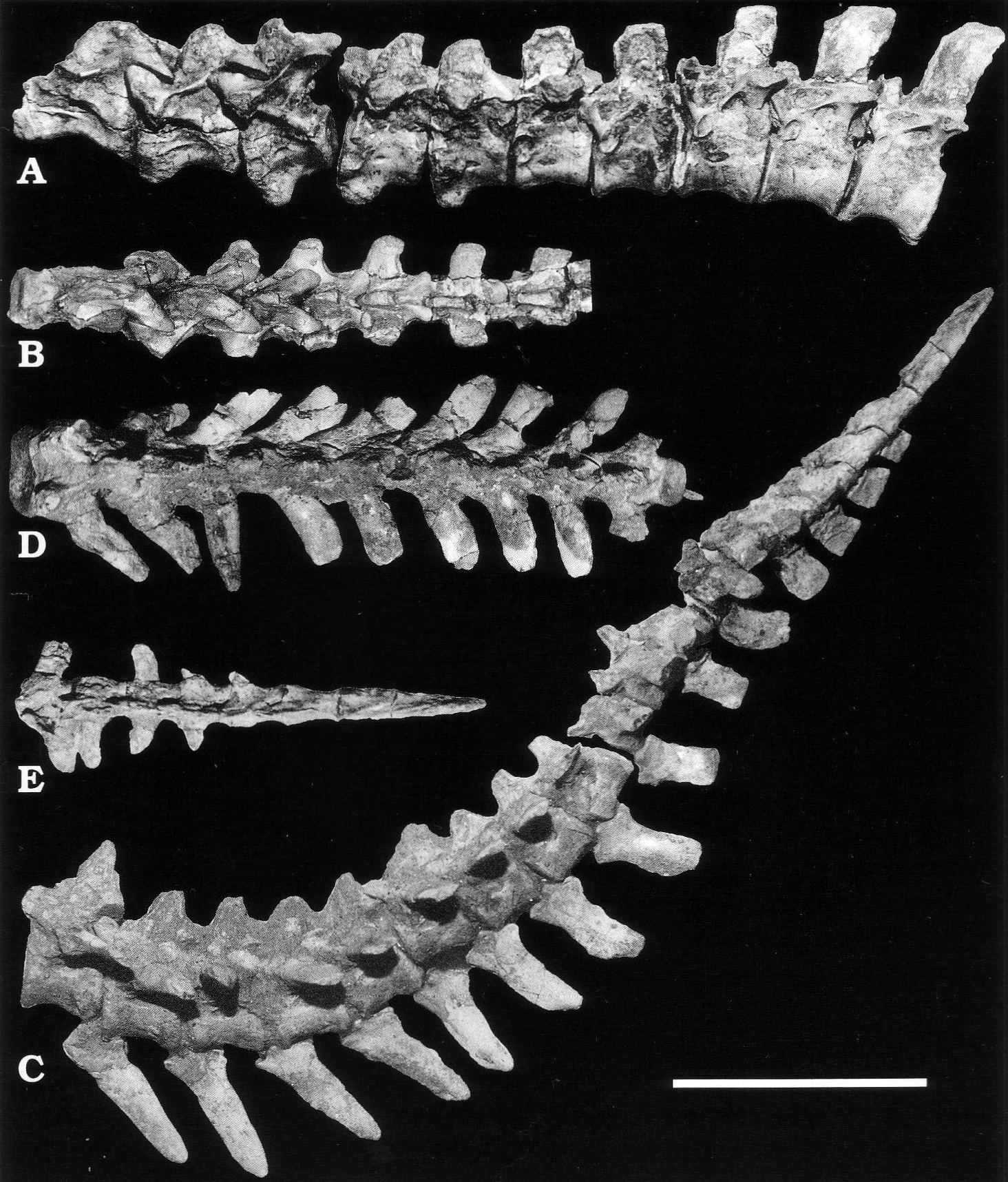
Fossil der Wirbelsäule von Nomingia

Das wichtigste bei Nomingia entdeckte Merkmal ist die Verschmelzung der letzten fünf Schwanzwirbel. Diese als Pygostyl bekannte Struktur findet sich sonst lediglich bei Vögeln, obwohl 2008 mit Similicaudipteryx ein weiterer Oviraptorosaurier mit einem Pygostyl beschrieben wurde. Wahrscheinlich hat sich das Pygostyl bei Vögeln und Oviraptorosauriern konvergent (unabhängig) entwickelt. Bei Vögeln dient das Pygostyl zur Unterstützung der langen Schwanzfedern, weshalb die Erstbeschreiber vermuten, auch Nomingia könnte einen Fächer aus langen Schwanzfedern getragen haben. Federn sind bei Nomingia nicht erhalten geblieben, trotzdem erscheint es aufgrund des Pygostyls sehr wahrscheinlich, dass dieser Oviraptorosaurier gefiedert war.
Der Schwanz war sehr kurz und bestand aus lediglich 24 Schwanzwirbeln, damit hatte Nomingia den zweitkürzesten Schwanz aller bekannten Theropoden – lediglich Caudipteryx wies mit nur 22 Schwanzwirbeln einen noch kürzeren Schwanz auf. Die Chevron-Knochen waren breit und verliefen an der gesamten Unterseite des Schwanzes außer dem Pygostyl. Weitere einzigartige Merkmale (Autapomorphien) von Nomingia zeigten sich an den Beckenknochen; so war beispielsweise das Schambein (Pubis) um 20 Grad gegen die Vertikale geneigt. Andere Merkmale teilte Nomingia mit anderen Oviraptorosauriern, was die Einordnung innerhalb dieser Gruppe rechtfertigt (Synapomorphien), wie beispielsweise die großen Hypapophysen an drei Wirbeln am Übergang zwischen Rücken und Hals sowie die pneumatisierten (ausgehöhlten) vorderen Schwanzwirbel.